# Haunting the Chapel
Haunting the Chapel – pierwszy minialbum amerykańskiej grupy muzycznej Slayer. Został wydany 4 sierpnia 1984 roku przez wytwórnię płytową Metal Blade Records, producentem był Brian Slagel.
Płyta została nagrana w rok po debiucie Show No Mercy i znalazły się na niej trzy nowe utwory oraz jeden wcześniej nieopublikowany, "Aggressive Perfector". Slayer tematycznie zagrał bardzo podobną muzykę do Show No Mercy, czyli szybki brutalny thrash metal z tekstami o piekle i śmierci, ale Haunting the Chapel zapowiadał świeżość i drobne zmiany w ich muzyce, które zostaną rozwinięte już rok później na Hell Awaits.

## Lista utworów
1. "Chemical Warfare" (Hanneman/King) – 6:01
2. "Captor of Sin" (Hanneman/King) – 3:29
3. "Haunting the Chapel" (Hanneman/King) – 3:56

### Utwór bonusowy (reedycja)
1. "Aggressive Perfector" (Hanneman/King) – 3:28

## Twórcy
- Tom Araya – śpiew, gitara basowa
- Jeff Hanneman – gitara
- Kerry King – gitara
- Dave Lombardo – perkusja